# فيراري بورتوفينو
فيراري بورتوفينو هي سيارة سياحية رياضية من إنتاج شركة فيراري الإيطالية..